# 3761 Романська
3761 Романська (3761 Romanskaya) — астероїд головного поясу, відкритий 25 липня 1936 року.
Тіссеранів параметр щодо Юпітера — 3,094.